# Stanislav Hakl
Stanislav Hakl (? – ?, přesná životopisná data nejsou známa) byl český učitel, autor knih a nejplodnější z autorů anekdot pro mládež z rubriky „Z dědečkových žertíků“, která vycházela v časopise Malý čtenář v letech 1898–1932. Nejstarší žertík publikovaný zde Haklem má vročení 1905.
Stanislav Hakl byl zřejmě učitelem. Žil patrně v Praze, nasvědčuje tomu úvod knihy Našim dětem, jakož i reálie v jeho anekdotách, jichž zveřejnil více než 120.
Hakl vydával (vedle školních učebnic) i celé knížky žertíků a taškařic. Původ některých jeho anekdot lze ale dohledat například v knize Umění kejklířské, kterou vydal iluzionista Bartholomeo Bosco (1793–1863). Rovněž občas „recykloval“ svoje i cizí žertíky již dříve otištěné v Malém čtenáři.
Tři anekdoty z knihy Stanislava Hakla Našim dětem byly přetištěny v antologii básnických i prozaických textů „zapadlých“ autorů Quodlibet aneb jak se komu co líbí (editor Ivan Wernisch, vydalo nakladatelství Druhé město v roce 2008).